# Internationale Cricket-Saison 1964
Die internationale Cricket-Saison 1964 fand zwischen Mai 1964 und September 1964 statt. Als Sommersaison wurden vorwiegend Heimspiele der Mannschaften aus Europa ausgetragen.

## Überblick

### Internationale Touren
| Beginn       | Heimteam | Auswärtsteam | Resultate | Artikel |
| Beginn       | Heimteam | Auswärtsteam | Test      | Artikel |
| ------------ | -------- | ------------ | --------- | ------- |
| 4. Juni 1964 | England  | Australien   | 0–1 [5]   | Artikel |

## Nationale Meisterschaften
Aufgeführt sind die nationalen Meisterschaften der Full Member des ICC.
| Land    | First-Class              | List A            |
| ------- | ------------------------ | ----------------- |
| England | County Championship 1964 | Gillette Cup 1964 |